# 箱男 (映画)
『箱男』（はこおとこ）は、2024年8月23日公開の日本映画。監督は石井岳龍、主演は永瀬正敏と浅野忠信。PG12指定。1973年に安部公房が著した同名の長編小説を原作とする。

## あらすじ
東京の喧騒の街角で、段ボール箱を頭からかぶった奇妙な男がいた。小さな覗き穴を通して世界を観察し、ノートに熱心に記録していく。
写真家の「私」は、この謎めいた人物と出会い、その型破りな存在に魅了される。
感銘を受けた「私」は、謎めいた男のように「箱男」になることを目指し、自らも旅に出る。
しかし、その道のりは数々の試練に満ちていた。箱を乗っ取ろうとするニセ医者、箱を完全犯罪に利用しようとする軍医、そして彼を誘惑する魅惑的な女性の葉子。果たして「私」は、箱男のアイデンティティを完全に受け入れるという夢を実現できるのだろうか？

## キャスト
- “わたし”：永瀬正敏[2]
- ニセ医者：浅野忠信[2]
- 葉子：白本彩奈[2]
- 軍医：佐藤浩市[2]
- ワッペン乞食：渋川清彦[2]
- 刑事：中村優子[2]
- 上司刑事：川瀬陽太[2]

## スタッフ
- 原作：安部公房『箱男』（新潮文庫刊）
- 監督：石井岳龍[1][2]
- 脚本：いながききよたか、石井岳龍[1][2]
- プロデューサー：小西啓介、関友彦[1][2]
- ラインプロデューサー：稲垣隆治[2]
- 撮影：浦田秀穂[2]
- 照明：常谷良男[2]
- 録音：古谷正志[2]
- 美術：林田裕至[2]
- 編集：長瀬万里[2]
- VFX：井上浩正、山田彩友美[2]
- カラリスト：カロル・カチョロフスキ[2]
- 音楽：勝本道哲[2]
- 音響効果：勝俣まさとし[2]
- スタイリスト：小笠原吉恵[2]
- キャラクタースーパーバイザー（ヘアメイク）：橋本申二[2]
- 助監督：佐藤匡太郎[2]
- 制作担当：飯塚香織[2]
- アシスタントプロデューサー：安斎みき子[2]
- 助成：文化庁文化芸術振興費補助金（映画創造活動支援事業）独立行政法人日本芸術文化振興会
- 制作プロダクション：コギトワークス[1]
- 製作幹事・配給：ハピネットファントム・スタジオ[1]
- 製作：映画『箱男』製作委員会（ハピネットファントム・スタジオ、コギトワークス、読売新聞社）[1]

## 製作

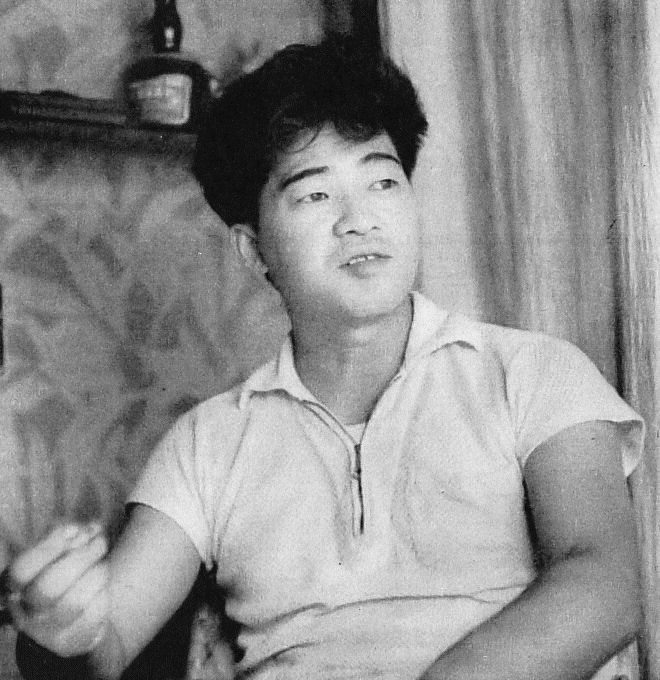
原作の安部公房

安部公房が1973年に著した長編小説『箱男』は、20数か国で翻訳・出版されており、熱狂的な読者を持つ作品とされるが、テーマの難解さが理由で映像化は困難とされていた。

### 1997年の映画化決定と中止
1992年、映画監督の石井聰亙（後に石井岳龍に改名）は安部と初めて対面した。安部は石井の『逆噴射家族』や『ノイバウテン 半分人間』などの作品を観ており、石井は「娯楽にしてくれ」の言葉とともに映画化の承諾を得た。安部が急逝したのは1993年1月のことである。
1997年には製作が開始され、日本とドイツの合作映画となる予定だった。後に石井作品の常連となる永瀬正敏にとって石井との初仕事であり、クランクインの1か月前からハンブルクに滞在し、ホテルの部屋で段ボール箱を被って役作りを行った。しかし、日本側の製作資金の問題が原因で、クランクイン直前に製作が頓挫した。永瀬の他には佐藤浩市の出演も決定していたが、永瀬と佐藤は19年後の2016年公開の映画『64-ロクヨン- 前編 / 後編』で初共演を果たしている。
安部の死去後には娘の安部ねりが著作権を引き継いでいる。1997年版の脚本はアクション要素が強く、安部ねりからは製作を再開する場合の原作への忠実さを要望された。石井は様々な場所で製作の再開を持ちかけたが、なかなか良い返事が得られなかった。

### 2024年の映画化

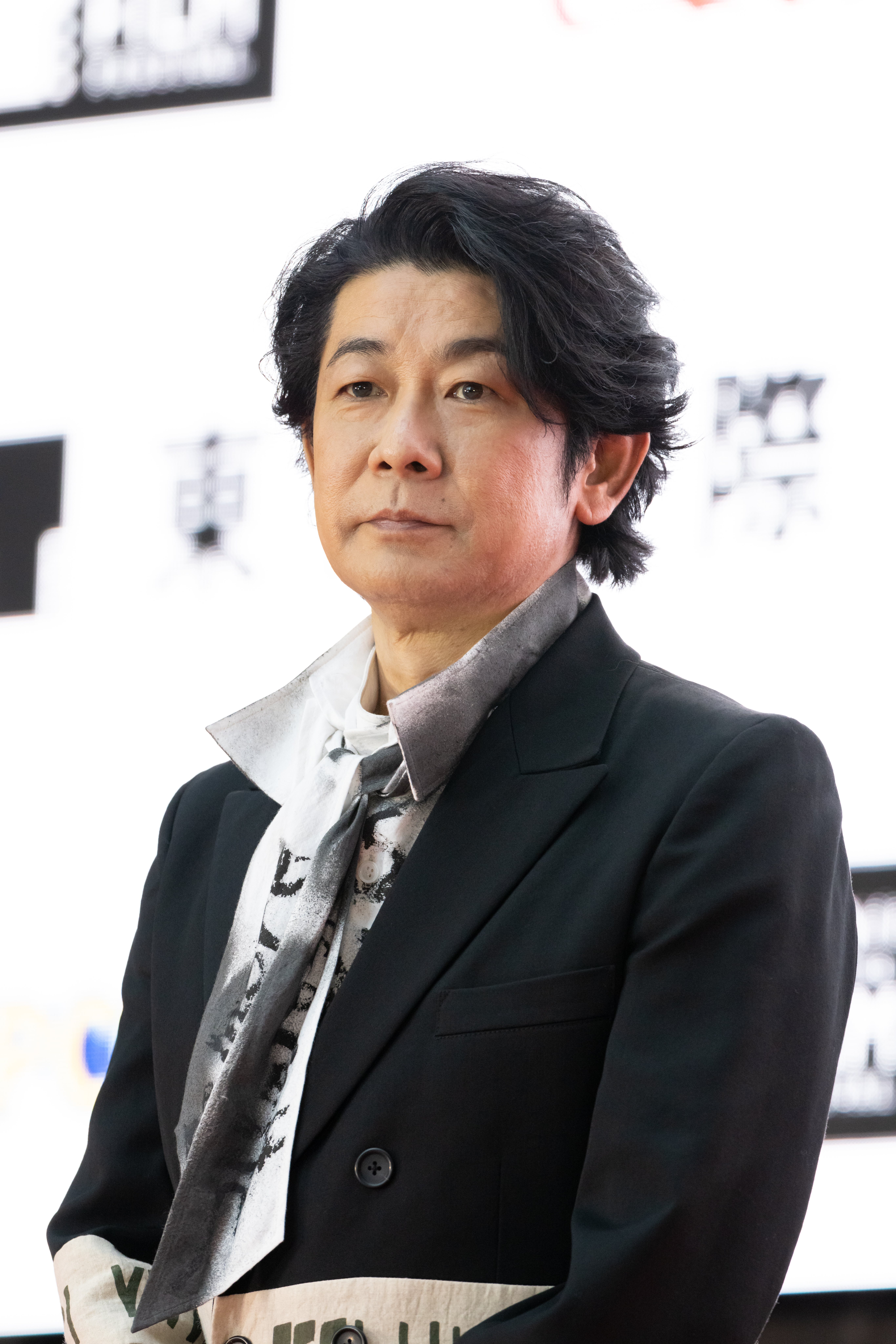
主演の永瀬正敏

2013年、コギトワークスの関友彦が石井の企画に興味を示し、 2015年には映画の初稿が完成した。関は8年間にわたって出資者探しに奔走し、2022年にはハピネットファントム・スタジオの参画が決定した。
製作中止から27年の時を経て、安部公房生誕100年の2024年の公開を前提に製作が再開された。監督は27年前同様に石井岳龍、主演は27年前同様に永瀬正敏である。1997年版には出演しなかった浅野忠信がニセ医者役に配されている。永瀬と浅野は石井監督作品の常連であり、『五条霊戦記 GOJOE』、『ELECTRIC DRAGON 80000V』、『DEAD END RUN』、『パンク侍、斬られて候』などでも共演している。葉子役はオーディションによって白本彩奈に決定した。原作が書かれた約50年前との時代の変化もあり、葉子の人物描写は現代に即した形に変更されている。
脚本はいながききよたかと石井が担当しているが、いながきは10代の頃から安部公房に耽溺していた人物である。美術は1997年版でも担当するはずだった林田裕至である。2023年夏に日本での撮影が開始され、茨城県笠間市にある旧茨城県立友部病院（旧筑波海軍航空隊司令部庁舎）が医院のロケ地となった。

## 公開・評価
2024年月、第74回ベルリン国際映画祭の「ベルリナーレ・スペシャル」部門に正式招待され、ベルリン国際映画祭がワールドプレミアとなった。監督の石井、出演した永瀬、浅野、佐藤がベルリン国際映画祭に参加し、上映終了後には拍手で迎えられた。
2024年8月23日に公開された。映画評論家の大高宏雄は、公開3日目の8月25日に新宿ピカデリーで本作品を鑑賞しているが、客席はほぼ満席であり、観客は年配者が多かったという。大高は本作品を鑑賞して、「1960年代から1970年代前半頃の作家性・芸術性が際立っていた日本アート・シアター・ギルド（ATG）作品を想起した」と語っている。8月23日から8月25日までの3日間（公開週末の金・土・日）には全国57館で上映され、動員1万2143人、興行収入1796万6570円を記録した。
2025年、第38回高崎映画祭で最優秀作品賞、第75回芸術選奨文部科学大臣賞を受賞。